# Orlando Rincón
Orlando Javier Rincón Reyes (nacido el 19 de septiembre de 1985, en Cuautla, Morelos, México) es un ex futbolista mexicano que se desempeñaba como defensa, se retiró en el extinto equipo Lobos BUAP de la Primera División de México.

## Clubes
| Club         | País   | Año       |
| ------------ | ------ | --------- |
| Puebla F.C.  | México | 2005-2011 |
| Jaguares     | México | 2011      |
| Atlante F.C. | México | 2012      |
| Puebla F.C.  | México | 2012-2014 |
| Lobos BUAP   | México | 2015 -    |

## Palmarés

### Títulos nacionales
| Título             | Club       | País   | Año  |
| ------------------ | ---------- | ------ | ---- |
| Ascenso MX         | Lobos BUAP | México | 2017 |
| Campeón de Ascenso | Lobos BUAP | México | 2017 |